# Börnsen
Börnsen település Németországban, Schleswig-Holstein tartományban. Lakosainak száma 4678 fő (2023. december 31.).

## Népesség
A település népességének változása:
| Lakosok száma | 3093 | 4750 | 4764 | 4783 | 4751 | 4678 |
|               | 1975 | 2017 | 2019 | 2021 | 2022 | 2023 |